# Ciane
(Gabriele D'Annunzio, Alcyone, nelle Laudi, Roma, L'Oleandro Ed., 1903)
Il fiume Ciane (in greco antico: Kyanòs?, Κυανός; in latino Cyăne) è un breve corso d'acqua della Sicilia orientale che nasce dalle sorgenti Pisma e Pismotta, il quale sgorga ai piedi del Cozzo Pantano e, dopo un breve percorso, sfocia nel Porto Grande di Siracusa assieme all'Anapo e al Mammaiabica. È un fiume perenne alimentato anche nel periodo estivo, il che ha contribuito al nascere degli insediamenti umani nel territorio circostante.

## Storia
Il nome Ciane deriva dal greco cyanos (κυανός), che significa "verde-azzurro", e richiama il colore particolare delle acque e del papiro di queste zone. La sua fama è legata soprattutto alla presenza del papiro che cresce spontaneo nelle rive. Sembra che la presenza del papiro sul corso d'acqua risalga al III secolo a.C. quando arrivarono dall'Egitto alcune piante inviate da Tolomeo II Filadelfo all'amico e alleato Gerone II.
La prima segnalazione della presenza del papiro nel fiume Ciane risale al 26 marzo 1760 da una lettera scritta dall'abate Salvatore Di Blasi allo studioso siracusano Cesare Gaetani, con la quale il Di Blasi ringraziava lo stesso per la splendida gita sul fiume per vedere i papiri. Poi dalla seconda metà del XVIII secolo esplose la curiosità dei viaggiatori riguardo al papiro.
Il primo ad approfondire le ricerche sullo sfruttamento del papiro e la sua lavorazione fu lo studioso locale Saverio Landolina che, già nel 1780 ne chiese il controllo e la tutela. A distanza di quasi due secoli, il Consiglio d'Europa includerà il papiro del Ciane nell'elenco dei biotopi di grande interesse naturalistico e, quindi, meritevole di massima tutela.
La grande importanza ecologica dell'area fluviale è stata riconosciuta e protetta con l'istituzione della Riserva naturale Fiume Ciane e Saline di Siracusa nel 1984.
Al fiume Ciane è associato uno dei tanti miti di Siracusa e dell'antica Grecia.
(Ovidio, Fasti, IV, 469)
Quando il pittore Jean-Pierre Houël nel 1777, durante il suo viaggio in Sicilia per il grand tour vide il Ciane così descrisse le sue acque:
(Jean Houël, Voyage pittoresque des isles de Sicile, de Malte et de Lipari, 1782-1787)

## Galleria d'immagini

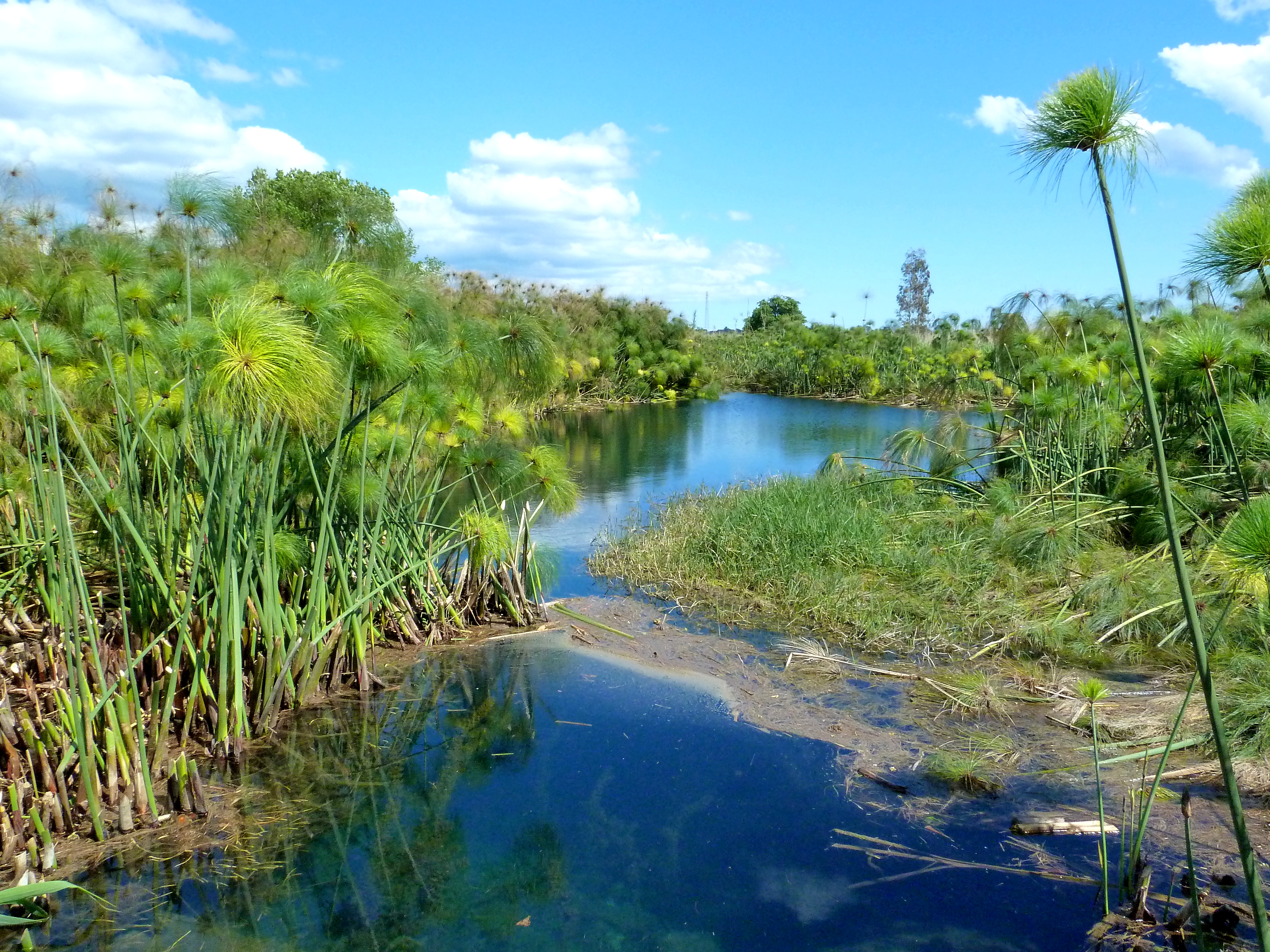
La fonte Ciane con i suoi papiri
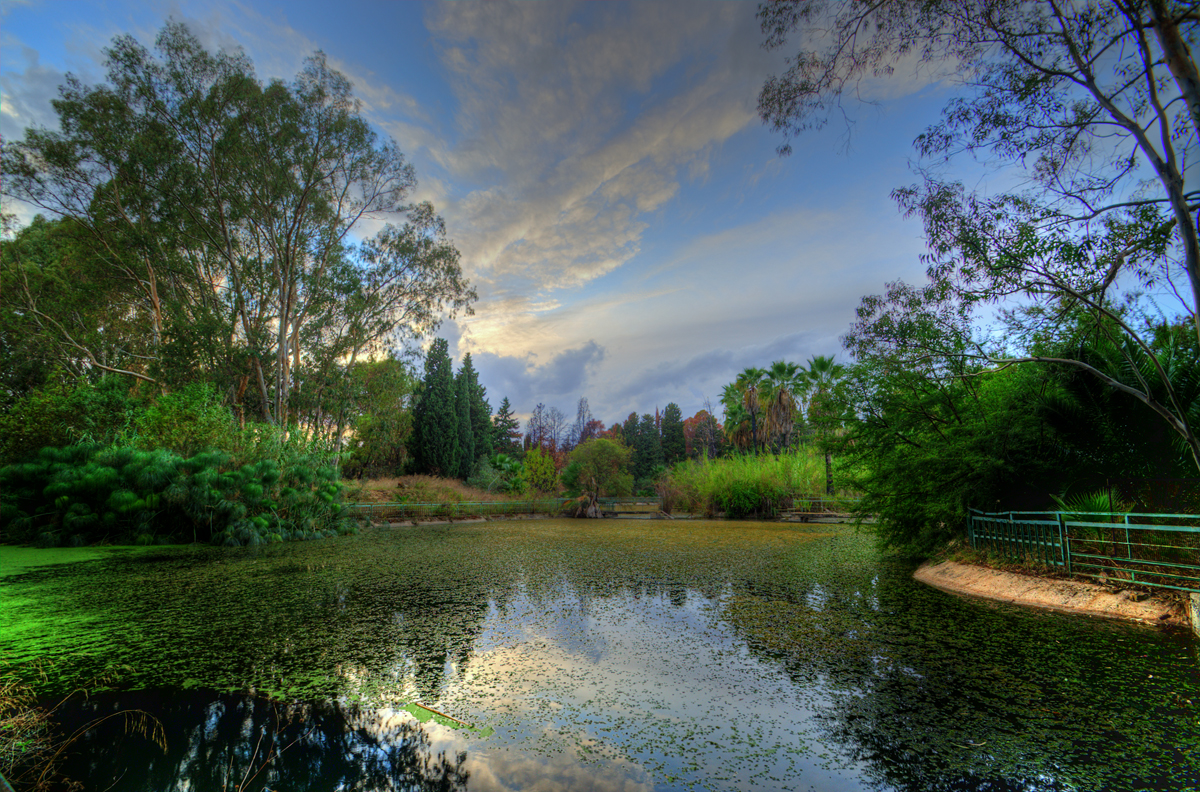
La riserva naturale del Ciane
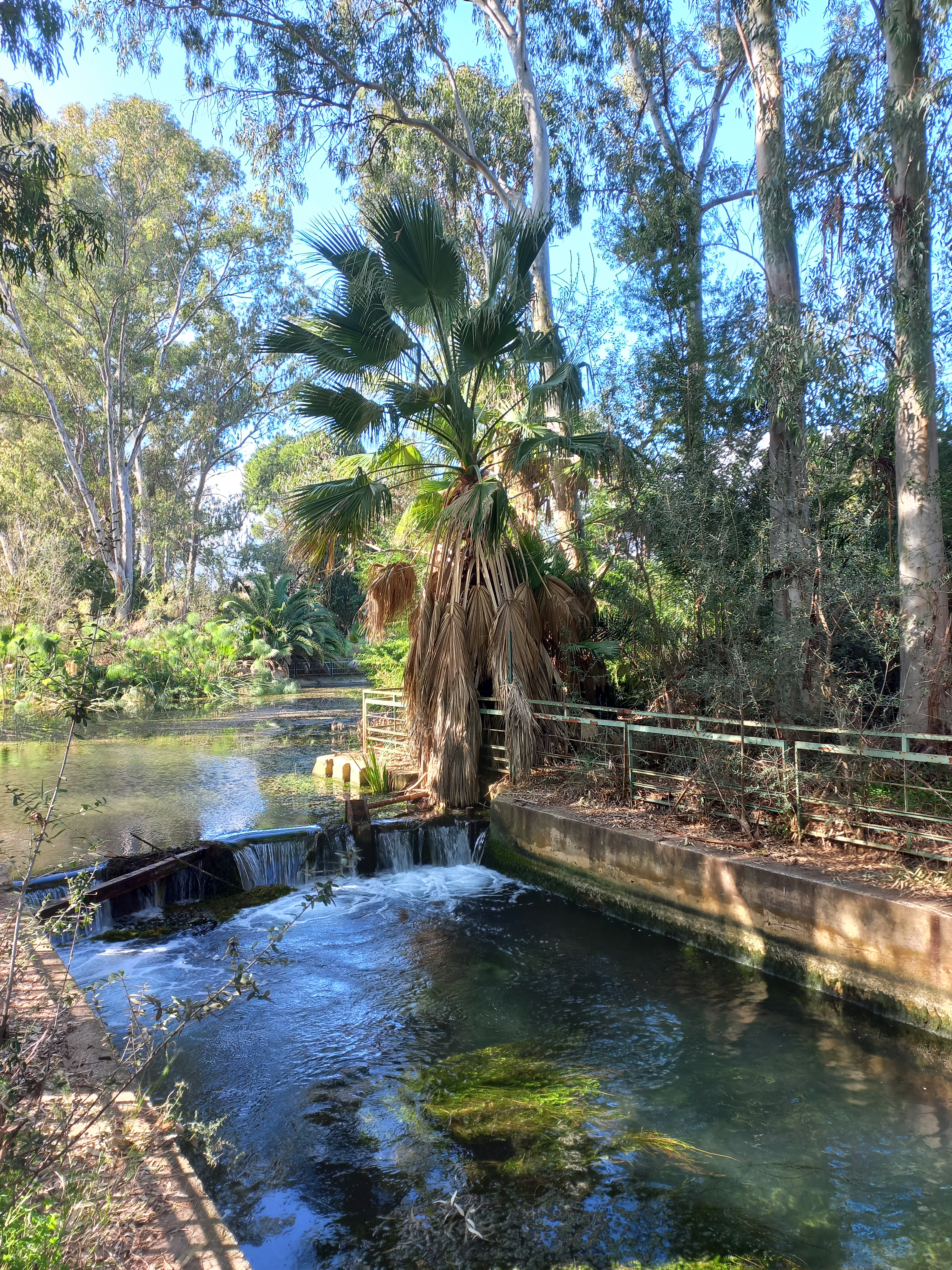
La chiusa del Ciane
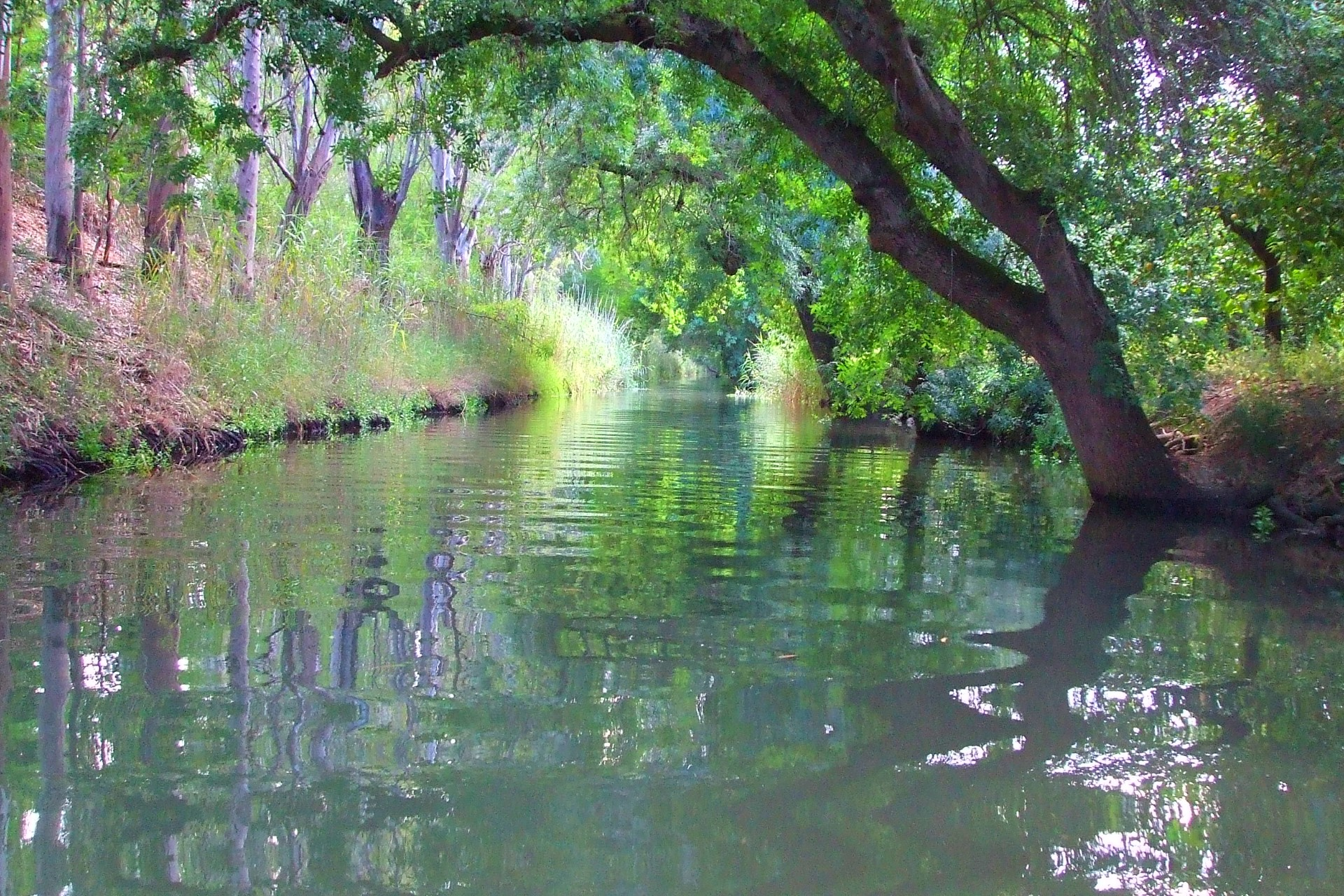
Il fiume Ciane poco prima di sfociare
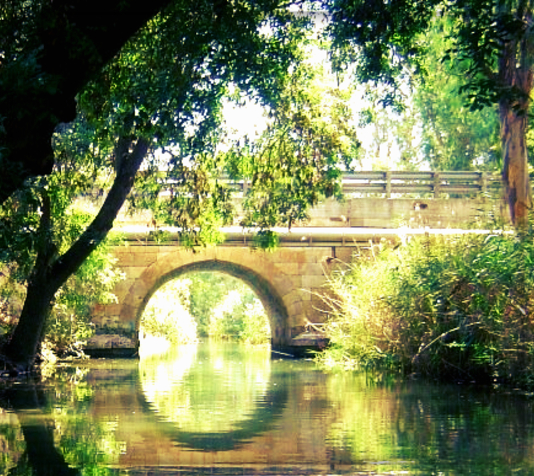
Il ponte sul Ciane